# Perigrapha irkuta
Perigrapha irkuta là một loài bướm đêm trong họ Noctuidae.